# Trinidad és Tobago a 2016. évi nyári olimpiai játékokon
Trinidad és Tobago a brazíliai Rio de Janeiróban megrendezett 2016. évi nyári olimpiai játékok egyik részt vevő nemzete volt. Az országot az olimpián 8 sportágban 28 sportoló képviselte, akik összesen 1 érmet szereztek.

## Érmesek
| Érem  | Versenyző       | Sportág  | Versenyszám         |
| ----- | --------------- | -------- | ------------------- |
| Bronz | Keshorn Walcott | Atlétika | Férfi gerelyhajítás |

## Atlétika
Férfi
| Versenyző                                                          | Versenyszám     | Selejtező | Selejtező | Selejtező | Előfutam | Előfutam | Előfutam | Elődöntő | Elődöntő | Elődöntő | Döntő    | Döntő    |
| Versenyző                                                          | Versenyszám     | Idő       | Hely.     | Össz.     | Idő      | Hely.    | Össz.    | Idő      | Hely.    | Össz.    | Idő      | Helyezés |
| ------------------------------------------------------------------ | --------------- | --------- | --------- | --------- | -------- | -------- | -------- | -------- | -------- | -------- | -------- | -------- |
| Keston Bledman                                                     | 100 m           | kiemelt   | kiemelt   | kiemelt   | 10,20    | 5.       | 22.***   | kiesett  | kiesett  | kiesett  | kiesett  | kiesett  |
| Richard Thompson                                                   | 100 m           | kiemelt   | kiemelt   | kiemelt   | 10,29    | 6.       | 40.**    | kiesett  | kiesett  | kiesett  | kiesett  | kiesett  |
| Rondell Sorillo                                                    | 100 m           | kiemelt   | kiemelt   | kiemelt   | 10,23    | 3.       | 29.*     | kiesett  | kiesett  | kiesett  | kiesett  | kiesett  |
| Rondell Sorillo                                                    | 200 m           |           |           |           | 20,27    | 3.       | 13.*     | 20,33    | 5.       | 14.      | kiesett  | kiesett  |
| Kyle Greaux                                                        | 200 m           |           |           |           | 20,61    | 4.       | 45.*     | kiesett  | kiesett  | kiesett  | kiesett  | kiesett  |
| Machel Cedenio                                                     | 400 m           |           |           |           | 44,98    | 1.       | 2.       | 44,39    | 1.       | 3.       | 44,01    | 4.       |
| Lalonde Gordon                                                     | 400 m           |           |           |           | 45,24    | 1.       | 6.*      | 45,13    | 8.       | 18.      | kiesett  | kiesett  |
| Deon Lendore                                                       | 400 m           |           |           |           | 46,15    | 6.       | 35.**    | kiesett  | kiesett  | kiesett  | kiesett  | kiesett  |
| Mikel Thomas                                                       | 110 m gát       |           |           |           | 13,68    | 7.       | 26.      | kiesett  | kiesett  | kiesett  | kiesett  | kiesett  |
| Jehue Gordon                                                       | 400 m gát       |           |           |           | 49,98    | 8.       | 35.      | kiesett  | kiesett  | kiesett  | kiesett  | kiesett  |
| Keston Bledman Rondell Sorillo Emmanuel Callander Richard Thompson | 4 × 100 m váltó |           |           |           | 37,96    | 3.       | 6.       |          |          |          | kizárták | kizárták |
| Jarrin Solomon Lalonde Gordon Deon Lendore Machel Cedenio          | 4 × 400 m váltó |           |           |           | kizárták | kizárták | kizárták |          |          |          | kiesett  | kiesett  |

| Versenyző       | Versenyszám   | Selejtező | Selejtező | Döntő    | Döntő    |
| Versenyző       | Versenyszám   | Eredmény  | Helyezés  | Eredmény | Helyezés |
| --------------- | ------------- | --------- | --------- | -------- | -------- |
| Keshorn Walcott | Gerelyhajítás | 88,68 m   | 1.        | 85,38 m  |          |

Női
| Versenyző                                                           | Versenyszám     | Selejtező | Selejtező | Selejtező | Előfutam | Előfutam | Előfutam | Elődöntő | Elődöntő | Elődöntő | Döntő   | Döntő    |
| Versenyző                                                           | Versenyszám     | Idő       | Hely.     | Össz.     | Idő      | Hely.    | Össz.    | Idő      | Hely.    | Össz.    | Idő     | Helyezés |
| ------------------------------------------------------------------- | --------------- | --------- | --------- | --------- | -------- | -------- | -------- | -------- | -------- | -------- | ------- | -------- |
| Kelly-Ann Baptiste                                                  | 100 m           | kiemelt   | kiemelt   | kiemelt   | 11,42    | 4.       | 27.      | kiesett  | kiesett  | kiesett  | kiesett | kiesett  |
| Michelle-Lee Ahye                                                   | 100 m           | kiemelt   | kiemelt   | kiemelt   | 11,00    | 1.       | 2.       | 10,90    | 2.       | 3.***    | 10,92   | 6.       |
| Michelle-Lee Ahye                                                   | 200 m           |           |           |           | 22,50    | 1.       | 4.       | 22,25    | 2.       | 4.       | 22,34   | 6.       |
| Reyare Thomas                                                       | 200 m           |           |           |           | 22,97    | 5.       | 27.*     | kiesett  | kiesett  | kiesett  | kiesett | kiesett  |
| Semoy Hackett                                                       | 200 m           |           |           |           | 22,78    | 2.       | 16.**    | 22,94    | 6.       | 20.      | kiesett | kiesett  |
| Semoy Hackett                                                       | 100 m           | kiemelt   | kiemelt   | kiemelt   | 11,35    | 3.       | 20.**    | 11,20    | 5.       | 16.      | kiesett | kiesett  |
| Janeil Bellille                                                     | 400 m gát       |           |           |           | 56,25    | 5.       | 19.      | 56,06    | 6.       | 16.      | kiesett | kiesett  |
| Sparkle McKnight                                                    | 400 m gát       |           |           |           | 56,80    | 5.       | 30.*     | kiesett  | kiesett  | kiesett  | kiesett | kiesett  |
| Semoy Hackett Michelle-Lee Ahye Kelly-Ann Baptiste Khalifa St. Fort | 4 × 100 m váltó |           |           |           | 42,62    | 3.       | 7.       |          |          |          | 42,12   | 5.       |

| Versenyző       | Versenyszám | Selejtező | Selejtező | Döntő    | Döntő    |
| Versenyző       | Versenyszám | Eredmény  | Helyezés  | Eredmény | Helyezés |
| --------------- | ----------- | --------- | --------- | -------- | -------- |
| Cleopatra Borel | Súlylökés   | 18,20 m   | 8.        | 18,37 m  | 7.       |

* - egy másik versenyzővel azonos eredményt ért el

** - két másik versenyzővel azonos eredményt ért el

*** - négy másik versenyzővel azonos eredményt ért el

## Cselgáncs
Férfi
| Versenyző          | Versenyszám  | Selejtező         | 32-es főtábla                       | Nyolcaddöntő      | Negyeddöntő       | Elődöntő          | Vigaszág elődöntő | Bronz- mérkőzés   | Döntő             | Helyezés |
| Versenyző          | Versenyszám  | Ellenfél Eredmény | Ellenfél Eredmény                   | Ellenfél Eredmény | Ellenfél Eredmény | Ellenfél Eredmény | Ellenfél Eredmény | Ellenfél Eredmény | Ellenfél Eredmény | Helyezés |
| ------------------ | ------------ | ----------------- | ----------------------------------- | ----------------- | ----------------- | ----------------- | ----------------- | ----------------- | ----------------- | -------- |
| Christopher George | Félnehézsúly | erőnyerő          | Yan Naing Soe (MYA) · 000(0)–002(2) | kiesett           | kiesett           | kiesett           |                   |                   |                   | 17.      |

## Evezés
Női
| Versenyző   | Versenyszám  | Előfutam | Előfutam | Vigaszág | Vigaszág | Negyeddöntő | Negyeddöntő | Elődöntő | Elődöntő | Elődöntő | Döntő | Döntő   | Döntő | Helyezés |
| Versenyző   | Versenyszám  | Idő      | Hely.    | Idő      | Hely.    | Idő         | Hely.       | Típus    | Idő      | Hely.    | Típus | Idő     | Hely. | Helyezés |
| ----------- | ------------ | -------- | -------- | -------- | -------- | ----------- | ----------- | -------- | -------- | -------- | ----- | ------- | ----- | -------- |
| Felice Chow | Egypárevezős | 8:31,83  | 5.       | 8:04,91  | 2.       | 8:02,53     | 5.          | C/D      | 8:20,07  | 4.       | D     | 7:50,23 | 4.    | 22.      |

## Kerékpározás

### Pálya-kerékpározás
Sprintversenyek
| Versenyző       | Versenyszám  | Selejtező | Selejtező | 1. forduló             | Vigaszág                                             | Vigaszág | 2. forduló           | Vigaszág               | Vigaszág | 9–12. helyért          | 9–12. helyért | Negyeddöntő          | 5–8. helyért           | 5–8. helyért | Elődöntő             | Döntő                | Helyezés |
| Versenyző       | Versenyszám  | Idő       | Hely.     | Ellenfél Győztes idő   | Ellenfelek Győztes idő                               | Hely.    | Ellenfél Győztes idő | Ellenfelek Győztes idő | Hely.    | Ellenfelek Győztes idő | Hely.         | Ellenfél Győztes idő | Ellenfelek Győztes idő | Hely.        | Ellenfél Győztes idő | Ellenfél Győztes idő | Helyezés |
| --------------- | ------------ | --------- | --------- | ---------------------- | ---------------------------------------------------- | -------- | -------------------- | ---------------------- | -------- | ---------------------- | ------------- | -------------------- | ---------------------- | ------------ | -------------------- | -------------------- | -------- |
| Njisane Phillip | Férfi egyéni | 9,813     | 6.        | Xu Chao (CHN) · 10,373 | Maximilian Levy (GER) · Eddie Dawkins (NZL) · 10,356 | 3.       | kiesett              | kiesett                | kiesett  | kiesett                | kiesett       | kiesett              | kiesett                | kiesett      | kiesett              | kiesett              | 13.      |

## Ökölvívás
Férfi
| Versenyző  | Versenyszám     | Selejtező         | Nyolcaddöntő          | Negyeddöntő       | Elődöntő          | Döntő             | Helyezés |
| Versenyző  | Versenyszám     | Ellenfél Eredmény | Ellenfél Eredmény     | Ellenfél Eredmény | Ellenfél Eredmény | Ellenfél Eredmény | Helyezés |
| ---------- | --------------- | ----------------- | --------------------- | ----------------- | ----------------- | ----------------- | -------- |
| Nigel Paul | Szupernehézsúly | erőnyerő          | Efe Ajagba (NGR) · KO | kiesett           | kiesett           | kiesett           | 9.       |

## Torna
Női
| Versenyző   | Versenyszám      | Selejtező | Selejtező | Döntő    | Döntő    |
| Versenyző   | Versenyszám      | Pontszám  | Helyezés  | Pontszám | Helyezés |
| ----------- | ---------------- | --------- | --------- | -------- | -------- |
| Marisa Dick | Talaj            | 12,533    | 70.       | kiesett  | kiesett  |
| Marisa Dick | Felemás korlát   | 11,333    | 79.       | kiesett  | kiesett  |
| Marisa Dick | Gerenda          | 13,066    | 58.       | kiesett  | kiesett  |
| Marisa Dick | Egyéni összetett | 50,832    | 55.       | kiesett  | kiesett  |

## Úszás
Férfi
| Versenyző     | Versenyszám | Előfutam | Előfutam | Előfutam | Elődöntő | Elődöntő | Elődöntő | Döntő   | Döntő    |
| Versenyző     | Versenyszám | Idő      | Hely.    | Össz.    | Idő      | Hely.    | Össz.    | Idő     | Helyezés |
| ------------- | ----------- | -------- | -------- | -------- | -------- | -------- | -------- | ------- | -------- |
| George Bovell | 50 m gyors  | 22,30    | 3.       | 27.      | kiesett  | kiesett  | kiesett  | kiesett | kiesett  |
| Dylan Carter  | 100 m gyors | 48,80    | 1.       | 23.      | kiesett  | kiesett  | kiesett  | kiesett | kiesett  |

## Vitorlázás
Férfi
| Versenyző    | Versenyszám | Futam | Futam | Futam | Futam | Futam | Futam | Futam | Futam | Futam | Futam | Futam   | Pontszám | Helyezés |
| Versenyző    | Versenyszám | 1     | 2     | 3     | 4     | 5     | 6     | 7     | 8     | 9     | 10    | É       | Pontszám | Helyezés |
| ------------ | ----------- | ----- | ----- | ----- | ----- | ----- | ----- | ----- | ----- | ----- | ----- | ------- | -------- | -------- |
| Andrew Lewis | Laser       | 42    | 34    | 39    | 36    | 40    | 34    | 31    | (47)  | 36    | 32    | kiesett | 324      | 39.      |